# 馬托奇納峰

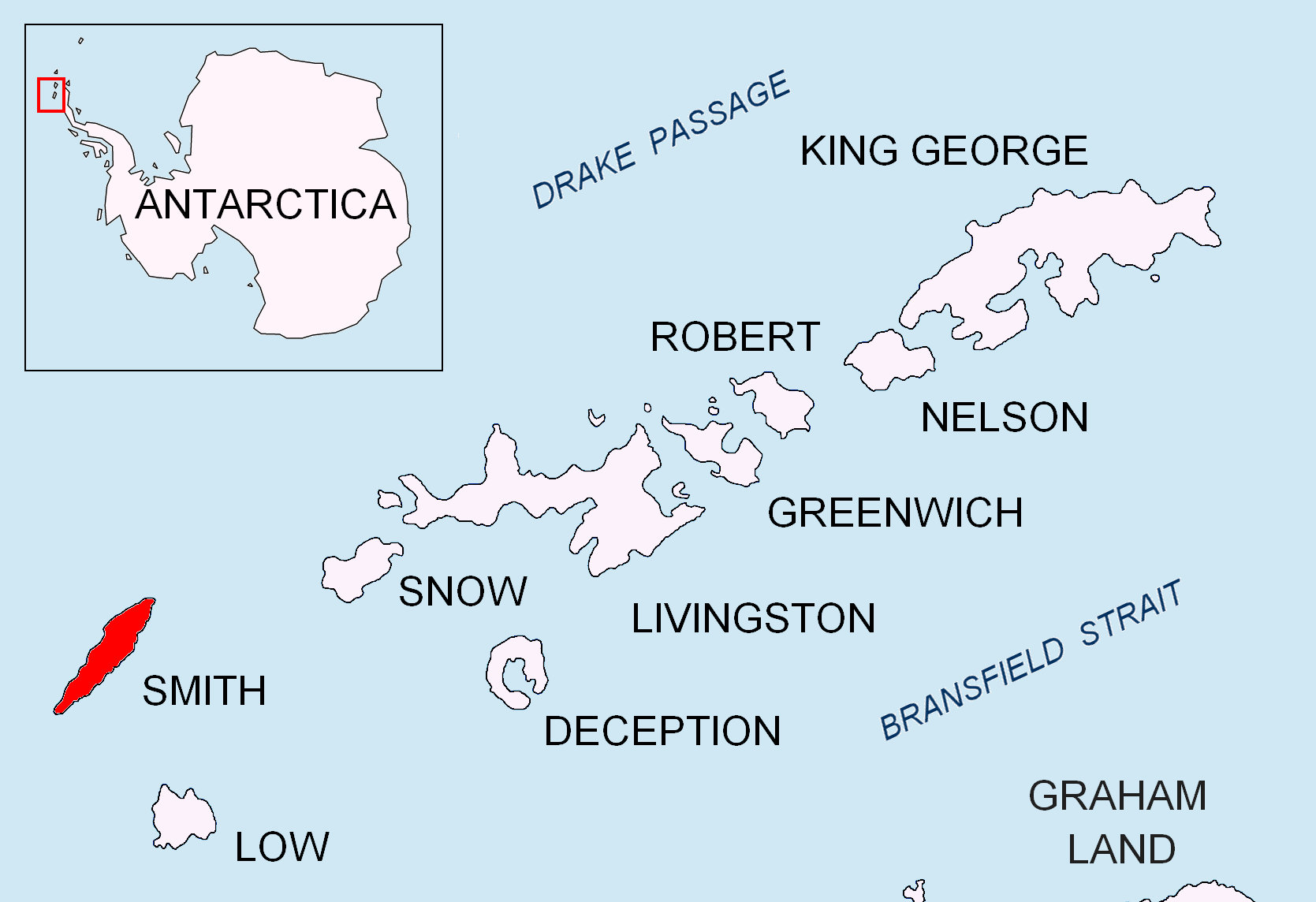

馬托奇納峰是南極洲的山峰，位於南設得蘭群島中史密斯島，屬於伊梅昂山脈的北端，海拔高度750米，處於史密斯角西南面3.3公里、克里斯蒂山東北面3.2公里。
62°53′18″S 62°21′24″W / 62.88833°S 62.35667°W

## 外部連結
- SCAR Composite Antarctic Gazetteer （页面存档备份，存于）